# SAMAK
SAMAK – Nordycki Komitet Współpracy Ruchu Robotniczego, jest to federacja związków zawodowych i partii socjaldemokratycznych krajów Skandynawii. 
W styczniu 2011 roku przewodnictwo nad komitetem objęła liderka duńskiej partii Socjaldemokratów Helle Thorning-Schmidt zastępując na tym miejscu premiera Norwegii, Jensa Stoltenberga z Arbeiderpartiet.
Od 1 lipca 2015 sekretariat SAMAK-u znajduje się w Oslo. 
Organizacja zrzesza około 5 milionów członków. 